# Новая Тараба
Новая Тараба — село в Кытмановском районе Алтайского края. Административный центр Новотарабинского сельсовета.

## История
Основано в 1650 г. В 1928 году состояло из 410 хозяйств, основное население — русские. В административном отношении являлось центром Новотарабинского сельсовета Верх-Чумышского района Барнаульского округа Сибирского края.

## Население
| 1926 | 1997 | 1998 | 1999 | 2000 | 2001 | 2002 | 2003 | 2004 | 2005 |
| ---- | ---- | ---- | ---- | ---- | ---- | ---- | ---- | ---- | ---- |
| 2272 | ↘918 | ↗920 | ↘895 | ↗898 | ↘859 | ↘815 | ↘801 | ↘769 | ↘753 |
| 2006 | 2007 | 2008 | 2009 | 2010 | 2011 | 2012 | 2013 |      |      |
| ↗755 | ↘751 | ↗776 | ↘766 | ↘704 | ↘700 | ↘675 | ↘663 |      |      |

Национальный состав
Согласно результатам переписи 2002 года, в национальной структуре населения русские составляли 90 %.